# Sacha Kljestan
Sacha Kljestan (srb. Саша Кљештан, Saša Klještan; ur. 9 września 1985 w Anaheim), amerykański piłkarz grający na pozycji ofensywnego pomocnika.

## Kariera klubowa
Kljestan ma pochodzenie serbskie, ale urodził się w amerykańskim mieście Anaheim. W latach 2003–2005 występował w uniwersyteckiej drużynie Seton Hall University. W 2004 roku został mianowany do jedenastki sezonu rozgrywek uniwersyteckich, a w 2005 roku uznano go najlepszym ofensywnym zawodnikiem tych rozgrywek. W 2005 roku został piłkarzem Orange County Blue Star i grał z nim w lidze USL Premier Development League.
W 2006 roku Kljestan podpisał kontrakt z profesjonalną ligą Major League Soccer i przed rozpoczęciem sezonu został wybrany w drafcie przez zespół CD Chivas USA. 3 kwietnia 2006 zadebiutował w lidze w wygranym 3:0 domowym spotkaniu z Real Salt Lake. Od czasu debiutu jest podstawowym zawodnikiem Chivas. Pierwszego gola w MLS zdobył 8 kwietnia 2007 w meczu z Toronto FC (2:0). W 2007 roku dotarł z Chivas USA do półfinałów fazy play-off, jednak jego zespół przegrał z Kansas City Wizards. Także w 2008 roku Kljestan wystąpił z Chivas w fazie play-off.
11 czerwca 2010 Kljestan podpisał czteroletni kontrakt z belgijskim Anderlechtem. Grał w nim do 2015 roku. Wtedy też wrócił do Stanów Zjednoczonych i został zawodnikiem klubu New York Red Bulls. W barwach Czerwonych Byków, jak popularnie są nazywani gracze z Harrison, bardzo szybko stał się jednym z najważniejszych piłkarzy Jessego Marscha. Występował również w opasce kapitana. Był jednym z najważniejszych piłkarzy NY Red Bulls i najlepszym asystentem w lidze. W samych rozgrywkach Major League Soccer (sezon regularny i play-offy) zanotował 53 asysty. Kiedy żegnał się z Harrison okazało się, że sam jeden miał na swoim koncie więcej asyst od wszystkich pomocników, którzy byli wówczas piłkarzami NY Red Bulls (Tyler Adams, Vincent Bezecourt, Sean Davis, Derrick Etienne Junior, Felipe, Alex Muyl, Daniel Royer, Florian Valot).
Po sezonie 2017 przeszedł do Orlando City na zasadzie wymiany (trade). Do NY Red Bulls trafili Carlos Rivas i Tommy Redding, w dodatku włodarze klubu z Florydy musieli dopłacić 150 000 $ Targeted Allocation Money.
| Sezon   | Klub               | Kraj              | Rozgrywki           | Mecze | Bramki |
| ------- | ------------------ | ----------------- | ------------------- | ----- | ------ |
| 2006    | CD Chivas USA      | Stany Zjednoczone | Major League Soccer | 32    | 0      |
| 2007    | CD Chivas USA      | Stany Zjednoczone | Major League Soccer | 25    | 4      |
| 2008    | CD Chivas USA      | Stany Zjednoczone | Major League Soccer | 22    | 5      |
| 2009    | CD Chivas USA      | Stany Zjednoczone | Major League Soccer | 25    | 5      |
| 2010    | CD Chivas USA      | Stany Zjednoczone | Major League Soccer | 10    | 1      |
| 2010/11 | RSC Anderlecht     | Belgia            | Eerste Klasse       | 25    | 2      |
| 2011/12 | RSC Anderlecht     | Belgia            | Eerste Klasse       | 36    | 4      |
| 2012/13 | RSC Anderlecht     | Belgia            | Eerste Klasse       | 35    | 3      |
| 2013/14 | RSC Anderlecht     | Belgia            | Eerste Klasse       | 23    | 8      |
| 2014/15 | RSC Anderlecht     | Belgia            | Eerste Klasse       | 12    | 1      |
| 2015    | New York Red Bulls | Stany Zjednoczone | Major League Soccer | 39*   | 9      |
| 2016    | New York Red Bulls | Stany Zjednoczone | Major League Soccer | 40*   | 9      |
| 2017    | New York Red Bulls | Stany Zjednoczone | Major League Soccer | 42*   | 4      |
| 2018    | Orlando City       | Stany Zjednoczone | Major League Soccer | 6     | 2      |

*pod uwagę brane są mecze we wszystkich rozgrywkach, tj. sezon regularny MLS, play-offy MLS, U.S. Open Cup, Liga Mistrzów CONCACAF
Stan na 4 maja 2018 roku.

## Kariera reprezentacyjna
W 2005 roku Kljestan wziął udział z reprezentacją Stanów Zjednoczonych U-20 w Mistrzostwach Świata U-20 w Holandii. Ogółem przez dwa lata rozegrał w niej 16 meczów i strzelił jednego gola. W 2008 roku selekcjoner kadry U-23 Piotr Nowak powołał go na Igrzyska Olimpijskie w Pekinie. Tam Kljestan zagrał w trzech meczach i zdobył dwa gole: z Holandią (2:2) i z Nigerią (1:2).
W pierwszej reprezentacji Stanów Zjednoczonych Kljestan zadebiutował 2 czerwca 2007 roku w wygranym 4:1 towarzyskim meczu z Chinami. 24 stycznia 2009 roku strzelił 3 gole w sparingu ze Szwecją (3:2). W tym samym roku został powołany przez selekcjonera Boba Bradleya do kadry na Puchar Konfederacji. W meczu z Brazylią (0:3) otrzymał czerwoną kartkę za faul. Wystąpił w finale przeciwko tej samej drużynie, gdzie Stany Zjednoczone przegrały 2:3.